# Кіоаг
Кіоаг (рум. Chioag) — село у повіті Біхор в Румунії. Входить до складу комуни Сирбі.
Село розташоване на відстані 431 км на північний захід від Бухареста, 21 км на північний схід від Ораді, 118 км на північний захід від Клуж-Напоки.

## Населення
За даними перепису населення 2002 року у селі проживали 228 осіб.
Національний склад населення села:
| Національність | Кількість осіб | Відсоток |
| -------------- | -------------- | -------- |
| румуни         | 196            | 86,0%    |
| словаки        | 27             | 11,8%    |
| угорці         | 5              | 2,2%     |

Рідною мовою назвали:
| Мова      | Кількість осіб | Відсоток |
| --------- | -------------- | -------- |
| румунська | 196            | 86,0%    |
| словацька | 27             | 11,8%    |
| угорська  | 5              | 2,2%     |